# Ngựa dẫn đường

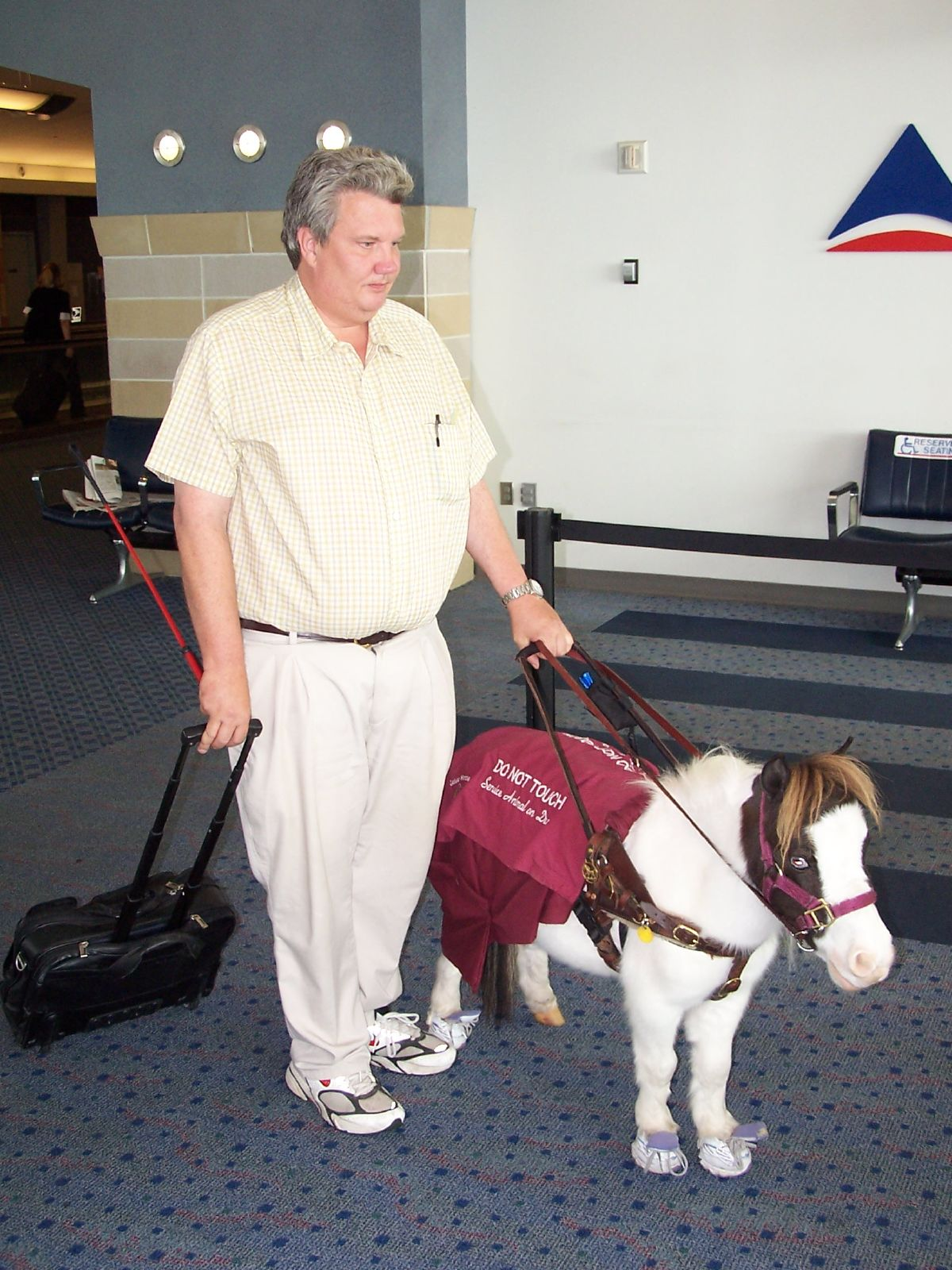
Hình ảnh minh họa về một con ngựa nhỏ phục vụ người mù.

Ngựa dẫn đường (tiếng Anh: Guide horse) là một lựa chọn di chuyển dựa theo kinh nghiệm dành cho những người mù không muốn hoặc không thể sử dụng chó dẫn đường. Chúng được cung cấp bởi Hiệp hội Ngựa dẫn đường (tiếng Anh: The Guide Horse Foundation), một tổ chức thành lập năm 1999 để cung cấp những con ngựa nhỏ làm động vật huấn luyện cho người dùng bị mù sống trong môi trường nông thôn. Có một số lợi ích dễ nhận thấy khi sử dụng một con ngựa hơn một con chó. Những con ngựa nhỏ, với tuổi thọ trung bình ba mươi năm sống lâu hơn chó, và đối với những người bị dị ứng hoặc sợ chó, một con ngựa là một sự thay thế lí tưởng. Tuy nhiên, trong khi chó có thể thích nghi với nhiều vị trí trong nhà, một con phải sống ngoài trời, cần có một chỗ ở để di chuyển khi không làm nhiệm vụ.
Những người dùng ngựa dẫn đường có thể gặp khó khăn để vận chuyển một con ngựa nhỏ trên phương tiện giao thông công cộng bị giới hạn không gian, chẳng hạn như xe buýt hoặc taxi. Một vài cá nhân cũng lo ngại rằng bản năng "chiến đấu hay bỏ chạy" rất mạnh của ngựa có thể dẫn đến hành vi ít dự đoán hơn là một chú chó dẫn đường.